# Гвікке
Гвікке (давн-англ. Hwicce, також Wiccia) — колишнє англосаксонське королівство у часи так званої гептархії. Згідно з англосаксонським часописом королівство створене у 577 році після битви біля Деоргему. Після 628 року Гвікке стало васалом Мерсії в результаті битви біля Сайренсестера.

## Територія
При організації англійської церкви, здійснюваної архієпископом Теодором, територія Гвікке була виділена в окрему єпархію з єпископською катедрою у Вустері. Єпископи єпархії носили титул Episcopus Hwicciorum. У Гвікке було поширене християнство ірландського, а не римо-католицького спрямування.
Вважається, що королівства Гвікке у VII столітті займало якраз територію Вустерської єпархії, яка відповідає теперішнім графствам Глостершир, Вустершир, західній частині Ворикширу, незначні частини Герефордширу, Шропширу, Стаффордширу, Вілтширу та околиці міста Бат.

## Назва
Етимологія назви Hwicca є невизначеною. За однією з версій «Гвікке» означало «ковчег, скриню, шафку». За іншою версією назва походить від чоловічого імені Гвікке, але жодного такого імені не було зареєстровано. Є також думка, що назва може означати «священний корабель», і пов'язують це з роллю Вале з Глостеру, де практикувався місцевий романо-британський культ богині, що тримає в руках казанок, ймовірно пов'язаний з легендами Південно-Західної Англії про Святий Грааль.

## Населення
Населення Гвікке вважалося відмінним від західних саксів, серединних англів та мерсійців. Топоніми, підкріплені археологічними свідченнями, дають розуміння того, що це була суміш англських та саксонських родів. У стародавніх грамотах  йдеться про те, щодо на території Гвікке, згадують племена Пенкерсайт, стоппінґас, гусмерей та веорґоран.
Після того як Гвікке увійшло до королівства Мерсії, чисельність населення Гвікке, за «Tribal Hidage», становила 7000 обкладених даниною сімей, яка ставить їх в один ряд зі східними та південними саксами.

## Історія
За часів Римської імперії територія Гвікке входила до складу «civitas Dobunni». Після відходу римлян тут утворилися три кельтських королівства: Кайра-Бадан, Кайра-Глоу та Кайра-Кері. У 577 році вони були розбиті в битві біля Деоргему західними саксами на чолі з королем Вессексу Кеавліном. Долина нижнього Северна увійшла до англосакських володінь. Кельтське населення було частково знищено та асимільоване саксами. 
У 584 році сакси спробували просунутися далі на північ, але зазнали поразки від кельтів. У 628 році відбулась битва біля Сайренсестера між Пендою та західними саксами на чолі з їх королями Кінегільсом та Квігельмом. Результат битви невідомий, але, швидше за все, мерсійці перемогли. У Англосаксонському часописі згадується, що після битви Пенда «дійшов згоди» із західними саксами. Ця угода, як дехто вважає, ознаменувала перемогу Пенди, закріпивши за ним Сайренсестер та землі уздовж пониззя річки Северн. Ця територія, що знаходилась на Південний Захід від Мерсії, очевидно була відвойована західними саксами у британських племен ще в 577 році, і в підсумку стала частиною васального королівства Гвікке. Беручи до уваги вплив Пенди в регіоні, а також його військові успіхи, дехто стверджує, що королівство Гвікке власне і було засноване Пендою; щоправда будь-які докази цього відсутні.

## Королі Гвікке
Чітка хронологія та генеалогія правителів Гвікке відсутня. Збереглися лише непрямі згадки про них в хроніках та кількох хартіях, що не дозволяє скласти цілісної картини. Першими королями Гвікке ймовірно були Етельвель та Еангер, згадані Беде, без будь-якого титулу, як правителів Гвікке.
| Ім'я | Роки правління | Примітки                                              |
| --- | -------------- | ----------------------------------------------------- |
| Етельвель (давн-англ. Æthelwealh)                                                                                            | бл. 650-674    | Перший король Гвікке, про якого збереглися відомості. |
| Енгер (давн-англ. Eanhere)                                                                                                   | бл. 674-675    | Брат Етельвельда, син Пенди.                          |
| Осрік (давн-англ. Osric) | бл. 675-679    | Можливо, спільно правив з братом Осгером              |
| Осгер (давн-англ. Oshere) | бл. 679-692    | Брат Осріка, помер до 716 року.                       |
| Осгер (давн-англ. Oshere) Етельгерд (давн-англ. Æthelheard) Етельверд (давн-англ. Æthelweard) Етельрік (давн-англ. Æthelric) | бл. 692-693    | Співправління Осгера з синами                         |
| Осгер (давн-англ. Oshere) Етельверд (давн-англ. Æthelweard) Етельрік (давн-англ. Æthelric)                                   | бл. 693-704    | Співправління Осгера з синами                         |
| Етельверд (давн-англ. Æthelweard) Етельрік (давн-англ. Æthelric)                                                             | бл. 704-716    | Співправління синів Осгера.                           |
| Етельрік (давн-англ. Æthelric)                                                                                               | бл. 716-736    | Син Осгера                                            |
| Осред (давн-англ. Osred) ?                                                                                                   | бл. 736-756    | Тен Етельріка.                                        |
| Енберт (давн-англ. Eanberht) Угтред (давн-англ. Uhtred) Елдред (давн-англ. Ealdred)                                          | бл. 756-759    | Період співправління Енберта, Угтреда та Елдреда.     |
| Угтред (давн-англ. Uhtred) Елдред (давн-англ. Ealdred)                                                                       | бл. 759-770    | Співправителі Угтред та Елдред                        |
| Елдред (давн-англ. Ealdred)                                                                                                  | бл. 770-778    |                                                       |
| Гвікке включено до складу Мерсії                                                                                             | 778            | Правителі згадуються як елдормени Гвікке              |

Починаючи з 778 року правителі Гвікке згадуються як елдормени. Очевидно, що у цей час Гвікке припинило існування як васальне королівство та перейшло під пряме управління мерсійських королів. У 883 році поряд з іншими мерсійськими землями Гвікке увійшло до складу Вессексу. До нормандського завоювання Англії Гвікке мав статус графства, але не мав такого впливу як Вессекс, Мерсія чи Нортумбрія.
| Ім'я                                | Роки правління | Примітки                                            |
| ----------------------------------- | -------------- | --------------------------------------------------- |
| Етельмунд (давн-англ. Æthelmund)    | бл. 796-802    | Загинув у бою в 802 році                            |
| Етельрік (давн-англ. Æthelric)      | 802-після 804  | Син Етельмунда                                      |
| Немає даних                         | після 804-994  |                                                     |
| Леофвін (давн-англ. Leofwine)       | 994-1023/1032  | Батько Леофріка, ерла Мерсії у 1020-х — 1057 роках. |
| Одда з Деергерста (давн-англ. Odda) | до 1056        |                                                     |